# Joan de Meda
Joan de Meda o Giovanni Oldrati (Meda, c. 1100 - Rondineto, 26 de setembre de 1159) fou un prevere i monjo benedictí, reformador i fundador de l'Orde dels Humiliats. És venerat com a sant per l'Església catòlica. A la seva mort fou sebollit a Rondineto i pocs anys després fou canonitzat pel papa Alexandre III. La seva despulla reposa a l'església del Pontificio Collegio Gallio, a Como, en un sarcòfag de marbre del segle xii.

## Biografia
Se'n coneix poc de la vida i s'ha arribat a dubtar, si no de la seva existència, sí de la versemblança de les biografies medievals. Podria haver estat un monjo de l'orde que, per facilitar-ne el culte, fos considerat, sense base real, un sant fundador. En tot cas, sí que sembla segur que existí, encara que no se sàpiga del cert quin paper real va tenir en la fundació de l'Orde dels Humiliats.
Giovanni Oldrati, de Meda o de Como era membre de la noble família dels Oldrati; el seu pare era senyor del poble de Meda. Fou prevere llombard i exercí a Milà i Como, però renuncià a rendes i beneficis i cap al 1129 es retirà a fer vida eremítica al lloc de Rondenarium (Rondineto), prop del riu Coscia, a Como. Arran d'una visió de la Mare de Déu, en 1136 o 1137 va ingressar al monestir de Brera (actual Milà), on hi havia una comunitat d'Humiliats, congregació de laics. Aviat, cap al 1140, fou elegit superior de la comunitat, que reformar i convertir en orde monàstic sota la Regla de Sant Benet. Modificà l'hàbit, afegint-hi escapulari, caputxa i museta i capa blanques, en redactà un ofici propi sobre el model del dels canonges regulars i hi introduí l'Ofici Petit de la Mare de Déu. Seleccionà els millors membres perquè estudiessin i s'ordenessin sacerdots, entenent que l'orde havia de comptar amb clergues. Va convertir l'ermita de Rondenario en monestir i va fundar altres monestirs de l'orde a l'alta Brianza i el Lario.